# Trigonotylus flavicornis
Trigonotylus flavicornis är en insektsart som beskrevs av Kelton 1970. Trigonotylus flavicornis ingår i släktet Trigonotylus och familjen ängsskinnbaggar. Inga underarter finns listade i Catalogue of Life.